# نقد تئاتر

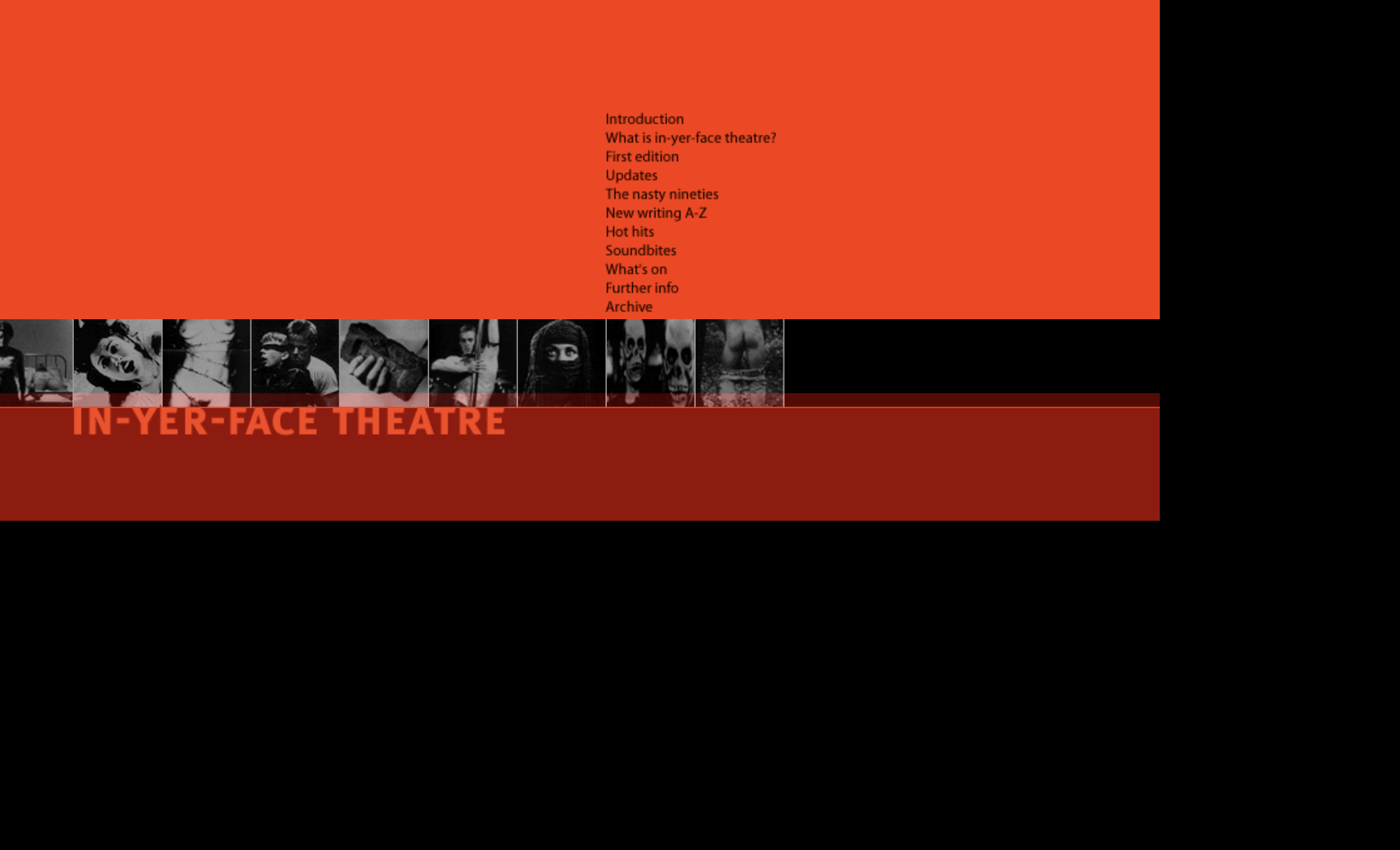
صفحه اصلی وبسایت In-Yer-Face Theater که به آثار نمایشنامه نویسان جوان بریتانیایی و آمریکایی در دهه 1990 و اوایل دهه 2000 اختصاص دارد.

نقد تئاتر ژانری از نقد هنری و عمل نوشتن یا گفتن در مورد هنرهای نمایشنامه یا اپرا است.
نقد تئاتر از نقد نمایشی متمایز است، زیرا دومی تقسیمی از نقد ادبی است در حالی که اولی نقد اجرای تئاتر است. درام‌ها یا نمایشنامه‌ها تا زمانی که در فرم چاپی باقی بمانند، بخشی از ادبیات باقی می‌مانند. به محض اینکه کلمات نوشته شده درام به اجرا در صحنه یا هر عرصه ای مناسب برای تماشای بینندگان تبدیل می‌شوند، بخشی از هنرهای نمایشی می‌شوند؛ بنابراین صنعت ادبی تولید صحنه‌ای را به وجود می‌آورد. به همین ترتیب، نقد یک نمایشنامه مکتوب، ویژگی متفاوتی با نمایش تئاتر دارد.